# 大矢町 (稲沢市)
大矢町（おおやちょう）は、愛知県稲沢市の地名。

## 地理
稲沢市南部に位置する。東は七ツ寺町、南はあま市、北は北島町に接する。

### 河川
- 大江川[1]

## 歴史

### 人口の変遷
国勢調査による人口および世帯数の推移。
| 1995年（平成7年）  | 330世帯 824人 |  |
| 2000年（平成12年） | 310世帯 687人 |  |
| 2005年（平成17年） | 270世帯 601人 |  |
| 2010年（平成22年） | 296世帯 618人 |  |
| 2015年（平成27年） | 155世帯 475人 |  |
| 2020年（令和2年）  | 229世帯 562人 |  |

### 沿革
- 江戸時代 - 尾張国中島郡大矢村として所在[2]。尾張藩領清洲代官所支配[2]。
- 1889年（明治22年） - 吉田村大字大矢となる[2]。
- 1906年（明治39年） - 千代田村大字大矢となる[2]。
- 1955年（昭和30年） - 稲沢町大字大矢となる[2]。
- 1958年（昭和33年） - 稲沢市大矢町となる[2]。
- 1980年（昭和55年） - 一部が大矢真宮町・大矢高田町・大矢仙口町・大矢白山町・大矢青山町・大矢江西町・大矢浄土寺町に編入される[2]。

## 交通
- 愛知県道給父清須線[1]

## 施設
- オリエンタル営業本部・工場[3][1]
- ローヤルゴルフ[1]
- ソニー稲沢[1]
- 曹洞宗桂昌寺[1]
- 稲荷神社[1]
- 真宗大谷派専西寺[1]
- 木曽御岳本教出生組大矢教会[1]

### WEB
1. ↑  “愛知県稲沢市の町丁・字一覧”.   人口統計ラボ. 2023年5月5日閲覧。
2. 1 2  総務省統計局 (2022年2月10日). “令和2年国勢調査の調査結果(e-Stat) - 男女別人口，外国人人口及び世帯数－町丁・字等” (CSV). 2023年8月2日閲覧。
3. ↑  “愛知県稲沢市の郵便番号一覧”.   日本郵便. 2023年11月11日閲覧。
4. ↑  “市外局番の一覧” (PDF).   総務省 (2022年3月1日). 2022年3月22日閲覧。
5. ↑  総務省統計局 (2014年3月28日). “平成7年国勢調査の調査結果(e-Stat) - 男女別人口及び世帯数 －町丁・字等” (CSV). 2021年7月20日閲覧。
6. ↑  総務省統計局 (2014年5月30日). “平成12年国勢調査の調査結果(e-Stat) - 男女別人口及び世帯数 －町丁・字等” (CSV). 2021年7月20日閲覧。
7. ↑  総務省統計局 (2014年6月27日). “平成17年国勢調査の調査結果(e-Stat) - 男女別人口及び世帯数 －町丁・字等” (CSV). 2021年7月21日閲覧。
8. ↑  総務省統計局 (2012年1月20日). “平成22年国勢調査の調査結果(e-Stat) - 男女別人口及び世帯数 －町丁・字等” (CSV). 2021年7月21日閲覧。
9. ↑  総務省統計局 (2017年1月27日). “平成27年国勢調査の調査結果(e-Stat) - 男女別人口及び世帯数 －町丁・字等” (CSV). 2021年7月21日閲覧。

### 書籍
1. 1 2 3 4 5 6 7 8 9 10 11  「角川日本地名大辞典」編纂委員会 1989, p. 1592.
2. 1 2 3 4 5 6 7  「角川日本地名大辞典」編纂委員会 1989, p. 297.
3. ↑  会社情報＞会社概要 - オリエンタル公式サイト。2023年11月28日閲覧。